# Kristina Češljar
Kristina Češljar est une joueuse de volley-ball serbe née le 11 juillet 1985. Elle mesure 1,78 m et joue au poste de passeuse. 

## Clubs
| Club                  | De        | À         |
| --------------------- | --------- | --------- |
| ŽOK Spartak           | 2004-2005 | 2010-2011 |
| Jedinstvo Užice       | 2011-2012 | 2012-2013 |
| AON Panaksiakos Naxos | 2013-2014 | 2014-2015 |
| Újpesti TE            | 2015-2016 | 2015-2016 |
| VK Maritsa Plovdiv    | 2016-2017 | 2017-2018 |
| Kaposvári Női RC      | 2018-2019 | …         |

## Palmarès
- Championnat de Bulgarie
  - Vainqueur : 2017, 2018.
- Coupe de Bulgarie
  - Vainqueur : 2017, 2018.
- Championnat de Serbie
  - Finaliste : 2010.
- Coupe de Serbie
  - Finaliste : 2005.